# 李瀚章
李 瀚章（り かんしょう、Li Hanzhang、1821年 - 1899年）は、清代の官僚。字は筱泉。安徽省廬州府合肥県磨店郷の出身。李文安の長男。弟は李鴻章・李鶴章・李蘊章・李鳳章・李昭慶。
貢生の時に知県に抜擢され、曽国藩が湘軍を組織すると糧食の輸送を担当し、江西吉南贛寧道、広東督糧道、広東按察使、広東布政使を歴任した。
同治4年（1865年）、湖南巡撫に任命された。当時、太平天国の李世賢が福建省を経て江西省に侵入し、湖南省をうかがっており、貴州省のミャオ族蜂起軍も湖南省への侵入を繰り返していた。李瀚章は前江蘇按察使陳士杰を郴州に派遣して太平天国軍の侵入を防ぎ、前雲南按察使趙煥聯を岳州に派遣して兵士の反乱を防いだ。一方、貴州省との省境には総兵周洪印を派遣した。周洪印は貴州布政使兆琛と協力し、ミャオ族軍を打ち破った。
同治6年（1867年）に湖広総督代理となり、同治9年（1870年）には湖広総督となった。李瀚章は穏やかな性格で民情もよく熟知しており、民力休養に務めた。光緒8年（1882年）、母の死で故郷に帰り、光緒14年（1888年）に漕運総督として再起用されたが、しばらくして両広総督に異動となり、海防論を唱えた。
死後、勤恪の諡号を贈られた。